# Huang Hua
Huang Hua (xinès simplificat i tradicional: 黄华, pinyin: Huáng Huá; 25 de gener de 1913 – 24 de novembre de 2010) va ser un antic revolucionari comunista xinès, polític i diplomàtic. Va ser ministre d'afers exteriors de la Xina des de 1976 fins a 1982, i simultàniament vicepresident entre el 1980 i 1982. Va ser important a establir lligams de la Xina amb els Estats Units i Japó, i va estar implicat en negociacions amb el Regne Unit sobre l'estatus de Hong Kong.

## Biografia
Huang Hua va néixer a Hebei, el 25 de gener de 1913. Va ser un dels primers alumnes de la Universitat de Yenching a Beijing, on va aprendre un bon nivell d'anglès i va desenvolupar una forta relació amb John Leighton Stuart, el missioner americà fundador de Yenching.
El 1936, es va unir al Partit Comunista de la Xina a Yenching, i va adorptar el nom de Huang Hua. Més tard en aquell mateix any, va acompanyar l'entrevistador americà Edgar Snow a la base comunista a Yan'an, fent d'intèrpret entre Snow i els líders comunistes, incloent-hi Mao Zedong. Snow va escriure el llibre Red Star Over China, que va introduir els líders comunistes xinesos al món. Huang Hua va romandre a Yan'an després que Snow marxés, i va treballar com a ajudant per Marshall Zhu De i posteriorment com a secretari de Marshall Ye Jianying. Va casar-se amb He Liliang a Yan'an.
Després de l'assentament de la República Popular de la Xina, el nivell anglès de Huang el van assegurar una posició al nou Ministeri d'Afers Exteriors. Al principi dels anys 1950, va guanyar molta prominència com a diplomàtic eficaç. Va estar implicat a l'armistici de la Guerra de Corea (1953), als contactes inicials amb els Estats Units a Varsòvia, Polònia (1958), i a la unió de la Xina a les Nacions Unides (1971).
Durant els anys 1960, Huang va estar-se molt temps a fora d'ambaixador de Ghana i després d'Egipte. Quan va tornar a casa durant l'alçada de la Revolució Cultural, va ser arrestat amb la seva dona i va ser desterrat a treballar al camp. No obstant això, el seu exili no va durar gaire, ja que va ser rehabilitat el 1971 i el van nomenar primer ambaixador de les Nacions Unides.
Després de la mort de Mao Zedong el 1976, el ministre d'afers exteriors Qiao Guanhua, un aliat del radical Gang of Four, va ser acomiadat del seu lloc de treball, i Huang va ser nomenat com el seu substitut. Va ser ministre d'afers exteriors durant els següents sis anys i va presidir la instauració oficial de les relacions diplomàtiques amb els Estats Units.
Quan el líder soviètic Leonid Bréjnev va morir el novembre de 1982, es va enviar una delegació xinesa liderada per Huang Hua com a ministre d'afers exteriors per assistir al seu funeral, on Huang va elogiar Bréjnev com a "un campió excepcional de la pau mundial," i va expressar la seva esperança per normalitzar les relacions amb Moscou. Això va succeir durant la ruptura sinosoviètica, quan la Xina i la URSS competien per tenir més influència al món. Tot i això, les accions precipitades de Huang van fer que l'acomiadessin tan bon punt va tornar a casa.
Huang va morir el novembre del 2010 als 97 anys.